# Лозной (Волгоградская область)
Лозной — хутор в Чернышковском районе Волгоградской области. Входит в состав Нижнегнутовского сельского поселения.

## География
Населённый пункт расположен на Донской равнине на юго-западе области, возле административной границы с Обливским районом Ростовской области, в 5 км северо-восточнее х. Нижнегнутов, на ерике Лозной.
Площадь — 31 га.
Абсолютная высота 51 метр над уровня моря
.
Уличная сеть состоит из девяти географических объектов:
- Переулки: Вишневый пер., Звездный пер., Садовый пер., Степной пер.
- Улицы: ул. Западная, ул. Заречная, ул. им Ивана Филатьева, ул. Луговая, ул. Центральная

## Население
| 2010 |
| ---- |
| 313  |

Гендерный состав
По данным Всероссийской переписи населения 2010 года в гендерной структуре населения из 313 человек мужчин 156, женщин — 157 (49,8 50,2 % соответственно).
Национальный состав
Согласно результатам переписи 2002 года, в национальной структуре населения
русские составляли 98 % из общей численности населения в 359 человек

## Инфраструктура
начальная школа, магазин

## Транспорт
Находится на автомобильной дороге 18 ОП РЗ 18К-25 «Суровикино (км 7) — Тормосин — Нижнегнутов» (Постановление Администрации Волгоградской
обл. от 24.05.2010 N 231-п (ред. от 26.02.2018) «Об утверждении Перечня автомобильных дорог общего пользования регионального или
межмуниципального значения Волгоградской области»).